# Касен (Сінтра)
Касен (порт. Cacém; МФА: [kɐ.ˈsɐ̃j]) — парафія в Португалії, у муніципалітеті Сінтра. Розташована в західній частині країни, на теренах історичної португальської провінції Ештремадура. Входить до складу округу Лісабон. За адміністративним поділом, чинним до 1976 року, терени парафії були складовою провінції Ештремадура. Належить до Лісабонського патріархату Католицької церкви. Патрон — Серце Марії. Площа — 2,1680 км². Населення — 21289 ос. (2011). Сильно урбанізований регіон. Густота населення — 9819,65 осіб/км²
. Код — 111119.

## Населення
| 2011   |
| 21 289 |